# Tillandsia 'Fireworks'
Tillandsia 'Fireworks' es un  cultivar híbrido del género Tillandsia perteneciente a la familia  Bromeliaceae.
Es un híbrido creado en el año 1984 con las especies Tillandsia xerographica × Tillandsia roland-gosselinii.